# Hafen Civitavecchia
Der Hafen Civitavecchia (italienisch Porto di Civitavecchia) ist ein Seehafen an der Mittelmeerküste der mittelitalienischen Region Latium. Er ist nicht nur der Hafen der Stadt Civitavecchia, er gilt auch als Seehafen der 70 Kilometer südöstlich gelegenen italienischen Hauptstadt Rom. Er wird zusammen mit den kleineren Häfen von Fiumicino und Gaeta von einer Hafenbehörde verwaltet, die ihren Sitz in Civitavecchia hat und unter der Bezeichnung Porti di Roma e del Lazio nach außen auftritt.
Kaiser Trajan ließ den Hafen zwischen 107 und 110 n. Chr. anlegen. Heute ist er der im Kreuzfahrtgeschäft führende Hafen Italiens.

## Infrastruktur
Die Hafenanlagen erstrecken sich auf rund 200 Hektar Landfläche. Die Uferlänge aller Kaimauern beträgt insgesamt etwa 15 Kilometer mit 28 Liegeplätzen zwischen 100 und 400 Meter Länge und anderen Liegeplätzen für Yachten und Boote. Das felsige Hafenbecken ist bis zu 18 Meter tief.
Der Hafen lässt sich in drei Bereiche unterteilen: Der alte Hafen im Süden ist in erster Linie ein Yacht- und Passagierhafen, der neue Hafen im Norden ist der Industriehafen. Dieser hat seit 2009 ein Containerterminal mit einer Jahreskapazität von 500.000 TEUs, die in den kommenden Jahren verdoppelt werden soll. Darüber hinaus gibt es ein sogenanntes „Stahlterminal“, welches für die Stahlwerke im umbrischen Terni von Bedeutung ist, ein Autoterminal für 280.000 Fahrzeuge, einen Ölhafen und verschiedene andere Anlagen. Landeinwärts hat der Industriehafen freie Ausbauflächen von etwa 500 Hektar. Als dritter Bereich kann die Hafenseite der über zwei Kilometer langen Mole gelten, die zu einer Pier für Kreuzfahrtschiffe ausgebaut wurde. Dort befinden sich die Kreuzfahrtterminals Bramante und Amerigo Vespucci. Noch ist die Hafenmole im Süden mit dem alten Hafen verbunden, diese Verbindung soll jedoch einer zweiten Hafeneinfahrt weichen. Die Kreuzfahrtterminals würde man dann mit einer Klappbrücke mit dem Rest des Hafens verbinden.
Wahrzeichen des Hafens und der Stadt ist die am alten Hafen gelegene Renaissanceburg Forte Michelangelo. Auf der Außenmole des Hafens befindet sich die Statue der Santa Fermina.

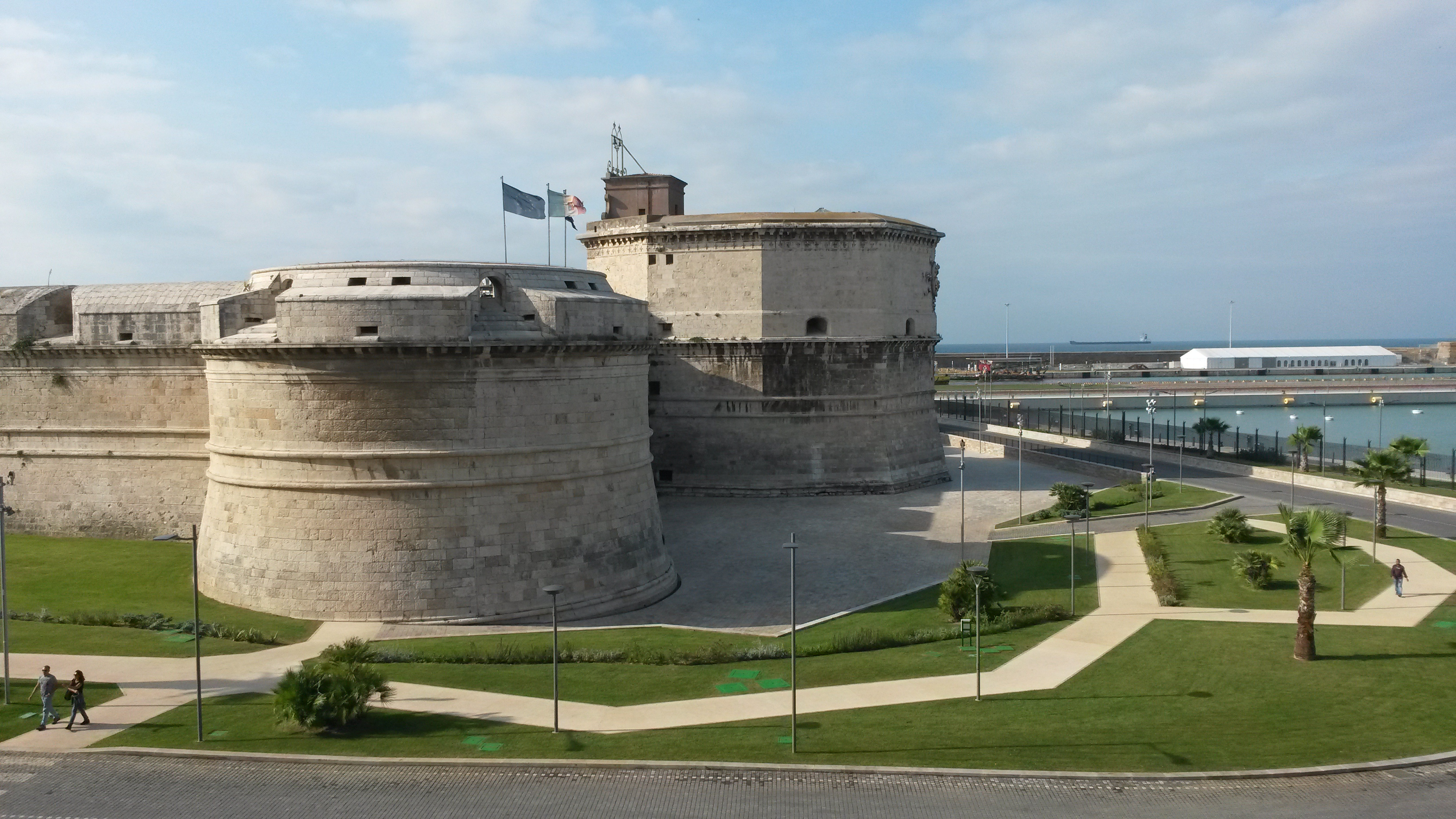
Forte Michelangelo
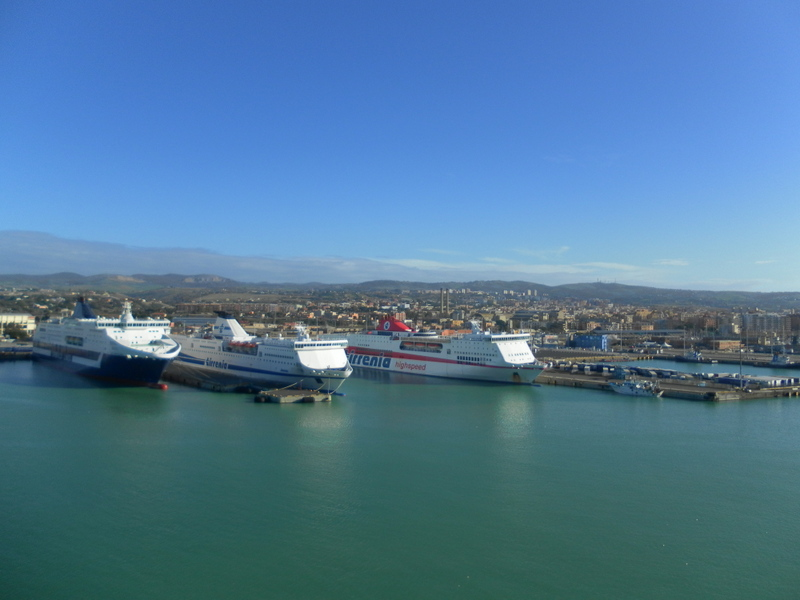
Fährhafen
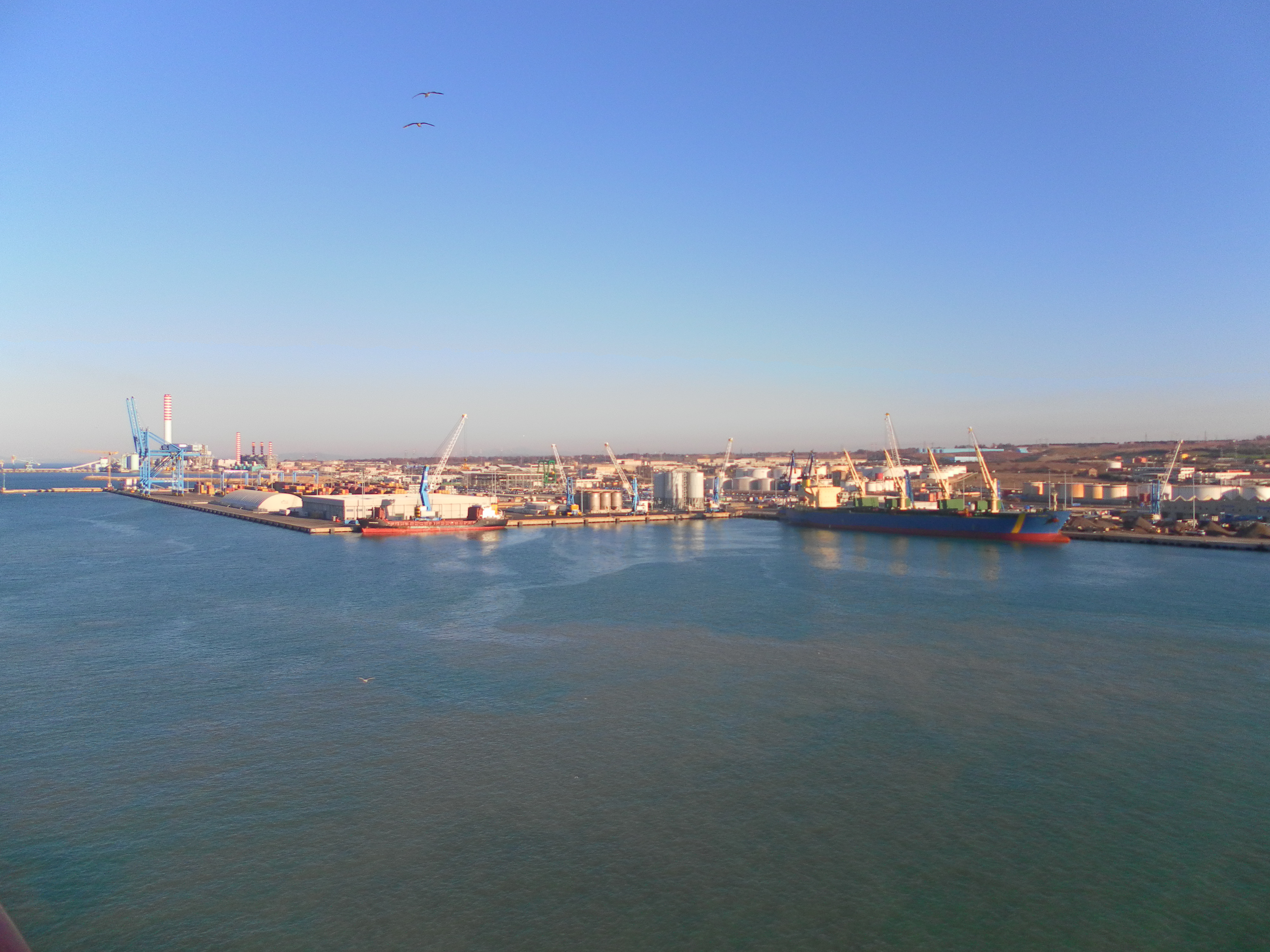
Industriehafen
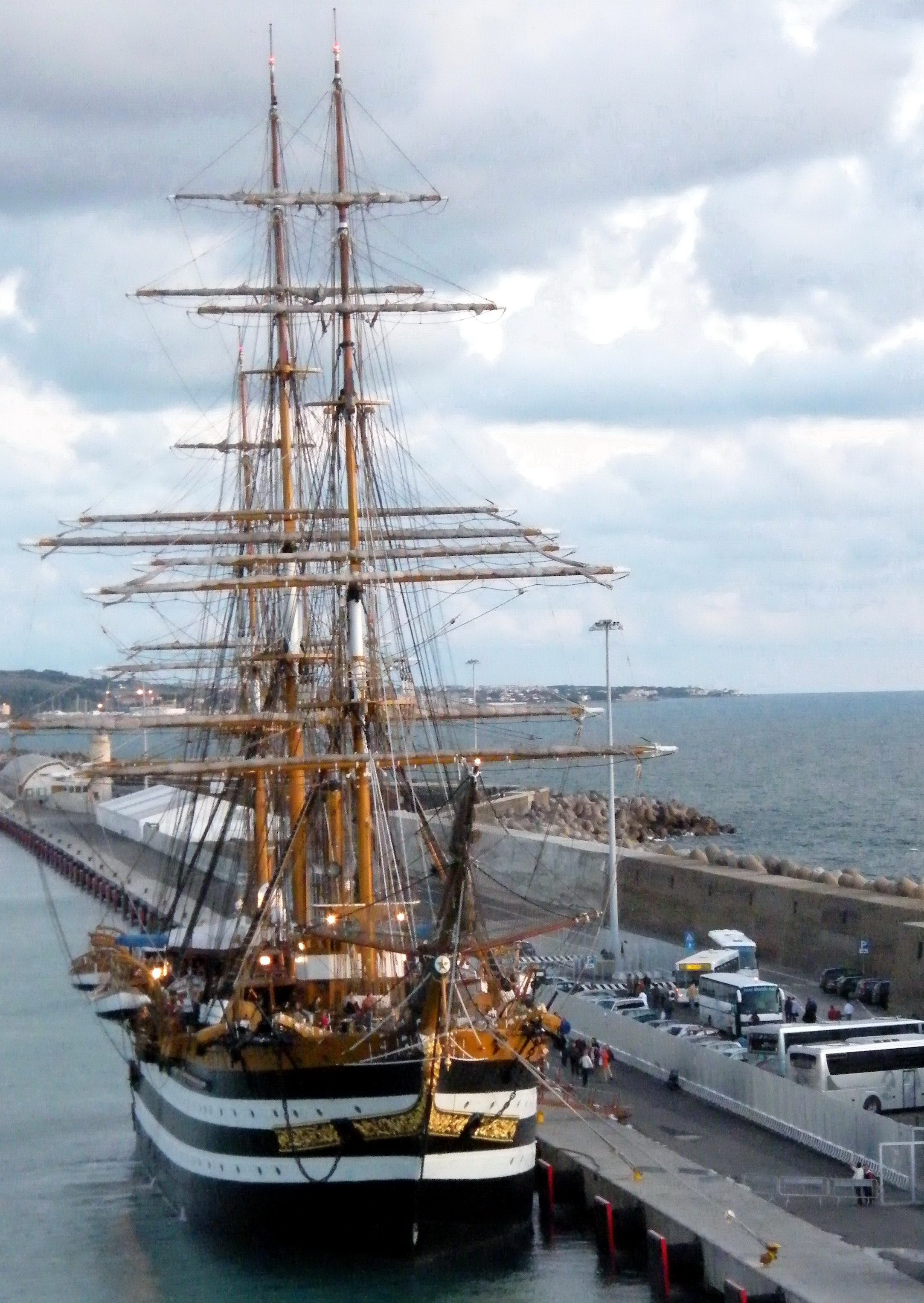
Mole

## Verkehr
Der Hafen ist nicht nur für Civitavecchia, Rom und Latium von Bedeutung, sondern auch für die südlichen Teile der Toskana, für Umbrien und in mancher Hinsicht auch für den Rest Mittelitaliens. Die Stadt Rom und andere mittelitalienische Touristenattraktionen haben zur positiven Entwicklung des Kreuzfahrtsegments beigetragen. Auf Grund der zentralen Lage des Hafens an der Westküste Italiens spielen die sogenannten Meeresautobahnen eine wichtige Rolle. Es gibt zahlreiche Fährverbindungen nach Sizilien und Sardinien, aber auch nach Spanien und Tunesien. Das gesamte Passagieraufkommen einschließlich Kreuzfahrten und Fährverkehr lag 2016 bei über 4,1 Millionen, der Güterumschlag bei knapp 11,5 Millionen Tonnen.
Wegen der Nähe Roms wird der Hafen gelegentlich militärisch genutzt. Meist handelt es sich um Flottenbesuche ausländischer Marinen oder um öffentliche Veranstaltungen der italienischen Marine.

## Geschichte

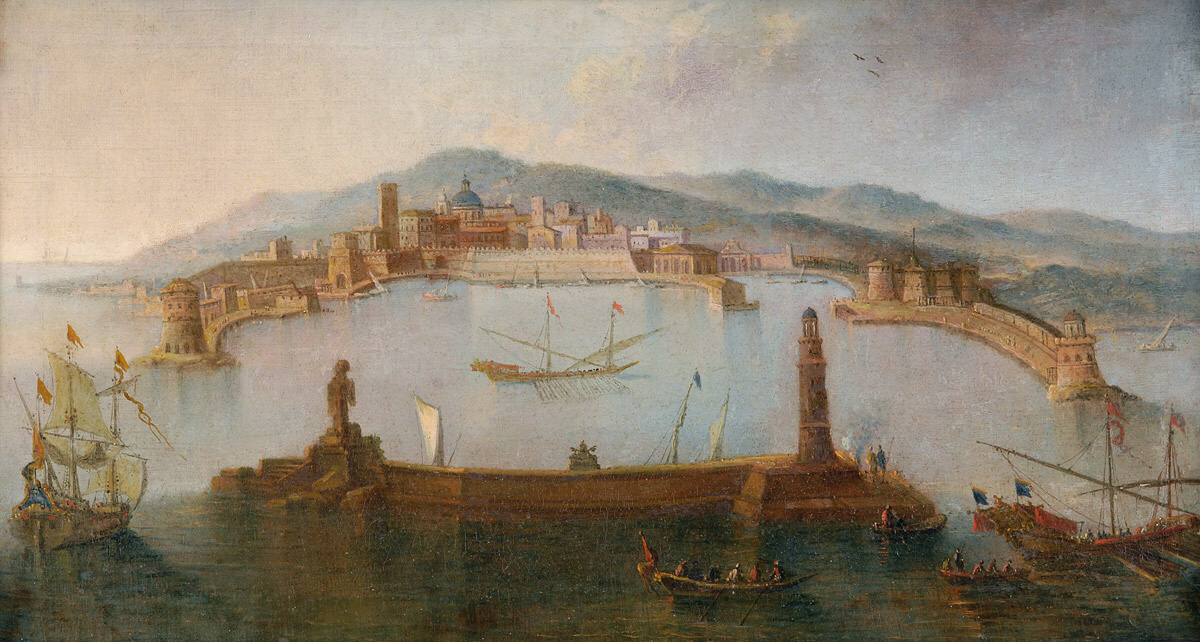
Vedute des Hafens

Kaiser Trajan ließ den Hafen ab 107 nach dem Muster des kurz davor erweiterten Portus Romae (bei Ostia Antica an der Tibermündung) anlegen. Diesen sollte der neue Hafen Centumcellae ergänzen. Dem damaligen Standard entsprechend hatte der neue Hafen ein kreisförmiges Hafenbecken mit einem Durchmesser von etwa 500 Metern, zwei Molen und eine künstliche Insel bei der Hafeneinfahrt. Aus dieser Zeit ist das Fortino di San Pietro, die Reste eines Leuchtturms erhalten.
Nach dem Ende des Weströmischen Reiches gehörte der Hafen vom 6. bis zum 8. Jahrhundert zum Byzantinischen Reich. Um das Jahr 800 wurde Centumcellae wiederholt von Sarazenen angegriffen, die 849 in der Seeschlacht von Ostia unterlagen. Aus Sicherheitsgründen ließ Papst Leo IV. die Einwohner des Ortes 854 auf einen leichter zu verteidigenden Hügel umsiedeln. Als um das Jahr 1000 das Gebiet um den alten Hafen wieder besiedelt wurde, bekam es den Namen Civita Vetula oder „Alte Stadt“.
Nachdem der Hafenort im 15. Jahrhundert definitiv zum Kirchenstaat gekommen war, begann man mit dem Bau von Festungsanlagen und erweiterte den Hafen, der auch Marinestützpunkt der päpstlichen Marine wurde. Im November 1659 wurde der Grundstein gelegt für das von Gian Lorenzo Bernini geplante Marinearsenal, das für die Stadt lange Zeit große wirtschaftliche Bedeutung hatte. Darüber hinaus lief seinerzeit die Getreideversorgung Roms über den Hafen von Civitavecchia.
Im Zweiten Weltkrieg wurden Stadt und Hafen durch zahlreiche Luftangriffe schwer zerstört. Das Arsenal, die Wachtürme, der alte Leuchtturm und die Bramante-Festung fielen 1943 dem Bombenhagel zum Opfer. Beim Wiederaufbau standen funktionale Kriterien im Vordergrund, die verbliebenen Baudenkmäler wurden lange Zeit vernachlässigt. Um die Jahrtausendwende nahm das Interesse an der Denkmalpflege wieder zu; verschiedene bauliche Maßnahmen haben in den letzten Jahren den Hafen sowohl in funktionaler, als auch in kultureller Hinsicht aufgewertet.